# 安河内哲也
安河内 哲也（やすこうち てつや、1967年3月6日 - ）は、日本の予備校講師。東進ハイスクール・東進衛星予備校英語科講師、YouTuber。一般財団法人実用英語推進機構代表理事。

## 概要
福岡県北九州市に生まれ、遠賀郡岡垣町にて育った。福岡県立宗像高等学校を経て、上智大学外国語学部英語学科を卒業した。幼少期にアメリカ映画や洋楽など欧米作品を鑑賞したことで英語に興味を持った。2021年現在、株式会社ティーシーシー取締役、一般財団法人実用英語推進機構代表理事。予備校教師であり、東進ハイスクール・東進衛星予備校英語科講師として活動する。また、大学や企業、教員研修でも英語を教える。なお、かつては船橋予備校の講師であった。
TOEIC990点満点、TOEIC Speaking and Writing Test200/200、英検1級、国連英検特A級、通訳案内業、1級小型船舶操縦士等の資格を持つ。
宗像高校在学中は同校山岳部にて活動しており、昭和59年の全国大会（インターハイ）では全国優勝を飾っている。
ホンダ・モンキーを2台所有している。
平成26年には、文部科学省において設置された「英語教育の在り方に関する有識者会議」において委員を務めた。
故郷である岡垣町では、 平成27年11月20日（金曜日）に宮内實男町長から委嘱状の交付が行われ岡垣ふるさと大使・岡垣町英語教育アドバイザーに任命された。
平成26年〜学校法人麹町学園女子中学高等学校英語科特別顧問。
令和3年〜情報経営イノベーション専門職大学客員教授。

## 著書

### 学習参考書＜大学受験（東進ブックス）＞
- 『安河内のセンター英語リスニングをはじめからていねいに （名人の授業シリーズ）』 （ナガセ、2006年）
- 『安河内の新・英語をはじめからていねいに ①入門編（名人の授業シリーズ）』（ナガセ、2009年）
- 『安河内の新・英語をはじめからていねいに ②完成編（名人の授業シリーズ）』（ナガセ、2009年）
- 『英文法レベル別問題集① 超基礎編 【改訂版】（レベル別問題集シリーズ）』（ナガセ、2007年）
- 『英文法レベル別問題集② 基礎編 【改訂版】（レベル別問題集シリーズ）』（ナガセ、2007年）
- 『英文法レベル別問題集③ 標準編 【改訂版】（レベル別問題集シリーズ）』（ナガセ、2007年）
- 『英文法レベル別問題集④ 中級編 【改訂版】（レベル別問題集シリーズ）』（ナガセ、2007年）
- 『英文法レベル別問題集⑤ 上級編 【改訂版】（レベル別問題集シリーズ）』（ナガセ、2007年）
- 『英文法レベル別問題集⑥ 難関編 【改訂版】（レベル別問題集シリーズ）』（ナガセ、2007年）
- 『英語長文レベル別問題集① 超基礎編 （レベル別問題集シリーズ）』（ナガセ、2007年、大岩秀樹先生との共著）
- 『英語長文レベル別問題集② 基礎編 （レベル別問題集シリーズ）』（ナガセ、2007年、大岩秀樹先生との共著）
- 『英語長文レベル別問題集③ 標準編 （レベル別問題集シリーズ）』（ナガセ、2007年、大岩秀樹先生との共著）
- 『英語長文レベル別問題集④ 中級編 （レベル別問題集シリーズ）』（ナガセ、2007年、大岩秀樹先生との共著）
- 『英語長文レベル別問題集⑤ 上級編 （レベル別問題集シリーズ）』（ナガセ、2008年、大岩秀樹先生との共著）
- 『英語長文レベル別問題集⑥ 難関編 （レベル別問題集シリーズ）』（ナガセ、2008年、大岩秀樹先生との共著）
- 『中学英語レベル別問題集⓪ 入門編 （レベル別問題集シリーズ）』（ナガセ、2010年、大岩秀樹先生との共著）
- 『中学英語レベル別問題集① 基礎編 （レベル別問題集シリーズ）』（ナガセ、2010年、大岩秀樹先生との共著）
- 『中学英語レベル別問題集② 標準編 （レベル別問題集シリーズ）』（ナガセ、2010年、大岩秀樹先生との共著）
- 『中学英語レベル別問題集③ 難関編 （レベル別問題集シリーズ）』（ナガセ、2010年、大岩秀樹先生との共著）
- 『英単語 FORMULA 1700（大学受験FORMULAシリーズ）』（ナガセ、2004年5月）
- 『英単語 FORMULA 1700 対応CD BOOK （大学受験FORMULAシリーズ）』（ナガセ、2009年10月）
- 『英単語ドリルノートFORMULA 1200 BASIC （大学受験FORMULAシリーズ)）』（ナガセ、2006年9月）
- 『英熟語 FORMULA 1000 （大学受験FORMULAシリーズ）』（ナガセ、2007年3月）
- 『中学英単語 FORMULA 1400 （FORMULAシリーズ）』（ナガセ、2010年）
- 『中学英単語ハイパードリルFORMULA1400 (東進ブックス FORMULAシリーズ)』（ナガセ、2011年2月）
- 『英語の勉強法をはじめからていねいに (東進ブックス TOSHIN COMICS)』（ナガセ、2012年6月）- 漫画
- 『霊感少女リサ (東進ブックス 英文多読シリーズ)』（ナガセ、2012年10月）
- 『ミラクルアイドルメグ Vol.1 (東進ブックス 英文多読シリーズ)』（ナガセ、2013年3月）- 英文ライトノベル
- 『ミラクルアイドルメグ Vol.2 (東進ブックス 英文多読シリーズ)』（ナガセ、2013年3月）- 英文ライトノベル
  - 『東進式 <英語> をはじめからていねいに実況放送 上』（ナガセ、1994年）- 絶版
  - 『東進式 <英語> をはじめからていねいに実況放送 下』（ナガセ、1994年）- 絶版
  - 『東進式 <英語> をはじめからていねいに問題集 上』（ナガセ、1994年）- 絶版
  - 『東進式 <英語> をはじめからていねいに問題集 下』（ナガセ、1994年）- 絶版
  - 『英語をはじめからていねいに 上』（ナガセ、1997年）- 絶版
  - 『英語をはじめからていねいに 下』（ナガセ、1997年）- 絶版
  - 『大学受験 英文法レベル別問題集 1（超基礎編）』（ナガセ、1999年）- 絶版
  - 『大学受験 英文法レベル別問題集 2（基礎編）』（ナガセ、1999年）- 絶版
  - 『大学受験 英文法レベル別問題集 3（標準編）』（ナガセ、1999年）- 絶版
  - 『大学受験 英文法レベル別問題集 4（中級編）』（ナガセ、1999年）- 絶版
  - 『大学受験 英文法レベル別問題集 5（上級編）』（ナガセ、2000年）- 絶版
  - 『大学受験 英文法レベル別問題集 6（難関編）』（ナガセ、2000年）- 絶版
  - 『安河内の関係詞がはじめからわかる本』（ナガセ、2000年）- 絶版
  - 『安河内の英語をはじめからていねいに 上 改訂版（名人の授業シリーズ）』（ナガセ、2001年）- 絶版
  - 『安河内の英語をはじめからていねいに 下 改訂版（名人の授業シリーズ）』（ナガセ、2001年）- 絶版
  - 『英単語 FORMULA 1700 CD＆カード（大学受験FORMULAシリーズ）』（ナガセ、2006年）- 絶版
  - 『英単語 FORMULA 1200 BASIC （大学受験FORMULAシリーズ）』（ナガセ、2006年）- 絶版

### 学習参考書＜大学受験（その他出版社）、中学受験＞
- 『魔法の長文解法（大学受験 V books）』（学習研究社、1996年）
- 『安河内の「はじめてわかる」英文法』 （三省堂、1998年）
- 『大学入試 受かる英文法・語法・構文 ソクラテス698（大学受験 V ブックス新書）』 学習研究社、1998年）
- 『ゼロからスタート 英文法』（Jリサーチ出版、2003年）
- 『ゼロからスタート リスニング ― だれにでもできる英語の耳作りトレーニング』（Jリサーチ出版、2006年）
- 『大学入試 英文法ハイパートレーニング レベル1 超基礎編』（桐原書店、2006年）
- 『大学入試 英文法ハイパートレーニング レベル2 入試頻出編』（桐原書店、2007年）
- 『大学入試 英文法ハイパートレーニング レベル3 入試演習編』（桐原書店、2007年）
- 『大学入試 英語長文ハイパートレーニング レベル1 超基礎編 CD付新装版』（桐原書店、2008年）
- 『大学入試 英語長文ハイパートレーニング レベル2 センターレベル編 CD付新装版』（桐原書店、2008年）
- 『大学入試 英語長文ハイパートレーニング レベル3 難関編 CD付新装版』（桐原書店、2008年）
- 『ゼロからスタート 英文法問題集』（Jリサーチ出版、2008年）
- 『センター試験のツボ 英語 ［第1・2・3問対策］ 発音・文法・語彙・要約問題』（桐原書店、2008年、大岩秀樹・西田昌史との共著）
- 『センター試験のツボ 英語 ［第4・5・6問対策］ ビジュアル・長文読解問題』（桐原書店、2008年、大岩秀樹・西田昌史との共著）
- 『センター試験のツボ 英語リスニング』（桐原書店、2009年、大岩秀樹・西田昌史との共著）
- 『センター英語 ファイナル総チェック768 ［筆記からリスニングまで］（短期で攻める）』（桐原書店、2009年、大岩秀樹・西田昌史との共著）
- 『きめる！センター英語リスニングトレーニング 改訂版』（学習研究社、2009年）
- 『超基礎がため わかる！英文法［改訂版］（STEP BY STEP）』 （旺文社、2009年）
- 『入試超頻出 受かる!英文法（STEP BY STEP）』 （旺文社、2009年）
- 『安河内で自信をつける！ 入門33パターン はじめる！英作文』（旺文社、2010年）
- 『ハイパー英語教室楽しく!わかりやすく!スッキリ!中学英文法ドリル―中1の基礎から高校入試へ』（ピアソン桐原、2011年3月）- 大岩 秀樹との共著
- 『ハイパー英語教室楽しく!わかりやすく!スッキリ!中学英文法』（ピアソン桐原、2011年3月）- 大岩 秀樹との共著
- 『安河内で自信をつける！英語長文速読トレーニングLevel 1』（旺文社、2011年7月）
- 『安河内で自信をつける！英語長文速読トレーニングLevel 2』（旺文社、2011年7月）
- 『たのしい英文速読教室』（研究社、2011年11月）- ミッキー・エイコーン との共著
- 『安河内哲也の7日間で「中学3年間の英語」復習講義スーパーCD付き』（西東社、2012年1月）
- 『CDつき 安河内哲也のやり直し英語3週間プログラム (主婦の友生活シリーズ)』（主婦の友社、2012年2月）- ムック
- 『ハイパー英語教室 中学英単語1600』（ピアソン桐原、2011年2月）- 大岩 秀樹との共著
- 『ハイパー英語教室 音と体でおぼえる 中学英単語ノート [綴りと意味をマスターする]』（ピアソン桐原、2011年2月）- 大岩 秀樹との共著
- 『ハイパー英語教室 音と体でおぼえる 中学英単語ドリル [問題で練習する]』（ピアソン桐原、2011年2月）- 大岩 秀樹との共著
- 『カラー版 英語で思ったことが書ける本』（中経出版、2012年3月）
- 『カラー版 CD2枚付 英語の耳になれる本』（中経出版、2012年6月）
- 『カラー版 CD2枚付 英語で思ったことが話せる本』（中経出版、2012年7月）
- 『2013年受験用センター試験 実戦問題集 英語』（旺文社、2012年7月）- 監修
- 『ハイパー英語教室中学英語長文 2 入試長文がすらすら読める編』（ピアソン桐原、2012年7月）- 大岩秀樹との共著
- 『ハイパー英語教室中学英語長文 1 超基礎からはじめる編』（ピアソン桐原、2012年7月）- 大岩秀樹との共著
- 『スピード英語長文 Level 3―短期で攻める』（ピアソン桐原、2011年12月）- 共著
- 『スピード英語長文 Level 4―短期で攻める』（ピアソン桐原、2011年12月）- 共著
- 『評価ポイントで攻める! 英語スピーキングテスト大特訓』（アルク、2013年3月）
  - 『英語パーフェクト対策 前置詞攻略問題集』（三省堂、1994年）- 絶版
  - 『英語パーフェクト対策 「私大・センター必修」並べかえ攻略問題集』（三省堂、1995年）- 絶版
  - 『よく出る英単語 一問一答（英語パーフェクト対策）』（三省堂、1996年）- 絶版
  - 『安河内の直前講習 英語 多義語＆時事語・同義語 混乱 546（大学入試ドタン場 check）』 （学習研究社、1996年）- 絶版
  - 『安河内の直前講習 英語 英会話文 混乱 276（大学入試ドタン場 check）』（学習研究社、1997年）- 絶版
  - 『英文読解の頭脳（快適受験αブックス）』（学習研究社、1999年）- 絶版
  - 『大学入試センター試験攻略英語. 1998年版』 （三省堂、1997年）- 絶版
  - 『大学入試センター試験攻略英語. 1999年版』 （三省堂、1998年）- 絶版
  - 『魔法の英文法・語法（大学受験 V books）』（学習研究社、1997年）- 絶版
  - 『基礎からできる 英語長文解法 安河内式問題集（大学受験 V books）』（学習研究社、2000年）- 絶版
  - 『英語で思ったことが書ける本』（中経出版、2002年）- 絶版
  - 『大学受験生のための中学英語一週間スピードマスター（大学合格ドリームチーム選書）』 （栄光、2002年）- 絶版
  - 『カードで覚える！言えそうで言えない身近な重要英単語300』（学習研究社、2002年、デイビッド オドナヒューとの共著）- 絶版
  - 『英語で思ったことが話せる本』（中経出版、2003年）- 絶版
  - 『英語の耳になれる本 トレーニング編』（中経出版、2004年）- 絶版
  - 『超基礎がため わかる! 英文法（Step by step）』（旺文社、2004年）- 絶版
  - 『大学入試 英語長文 ハイパートレーニング（レベル1）超基礎編』（桐原書店、2004年）- 絶版
  - 『大学入試 英語長文 ハイパートレーニング（レベル2）センターレベル編』（桐原書店、2004年）- 絶版
  - 『大学入試 英語長文 ハイパートレーニング（レベル3）難関編』（桐原書店、2004年）- 絶版
  - 『カリスマ先生の英文法』（PHP研究所、2004年）- 絶版
  - 『安河内哲也の英語の耳づくりドリル』（学習研究社、2004年）- 絶版
  - 『カリスマ先生の英作文』（PHP研究所、2005年）- 絶版
  - 『きめる！センター英語リスニングトレーニング（センター試験V books 1T）』（学習研究社、2005年）- 絶版
  - 『入試 超頻出ズバリ！英文法・語法（Step by step）』（旺文社、2005年）- 絶版
  - 『超基本パターン 33 書ける！英作文（Step by step）』（旺文社、2005年）- 絶版
  - 『大学入試 超頻出英文 ハイパートレーニング BEST 300』（桐原書店、2005年）- 絶版
  - 『天才キッズの学力クイズ 5×55 ― 小学3~6年生の中学受験入門（レベル1）』（学習研究社、2005年）- 絶版
  - 『天才キッズの学力クイズ 5×55 ― 小学3~6年生の中学受験入門（レベル2）』（学習研究社、2005年）- 絶版
  - 『2012年受験用　センター試験実戦問題集　英語 (2012年　センター試験実戦問題集)』（旺文社、2011年8月）- 絶版

### 学習参考書＜英語資格試験対策＞
- 『TOEIC TEST英単語・イディオム直前350』（Jリサーチ出版、2002年）
- 『新TOEIC TEST 英文法問題集 集中攻略―New Version対応』（Jリサーチ出版、2006年9月）
- 『新TOEIC TEST英文法・語法問題集』（Jリサーチ出版、2006年11月）
- 『新TOEICテスト リスニングをはじめからていねいに』（ナガセ、2008年3月）
- 『新TOEIC TEST英文法・語彙スピードマスター』（Jリサーチ出版、2010年3月）
- 『新TOEICテスト 英文法をはじめからていねいに』（ナガセ、2010年7月）
- 『TOEIC TESTレベル別問題集800点突破 リーディング編 (東進ブックス―レベル別問題集シリーズ)』（ナガセ、2011年3月）- Craig Brantleyとの共著
- 『TOEIC TESTレベル別問題集500点突破 リーディング編 (東進ブックス)』（ナガセ、2011年3月）- Craig Brantleyとの共著
- 『TOEIC(R) TEST高得点勉強法＆PART1 1日5分集中レッスン』（Jリサーチ出版、2011年4月）
- 『ゼロからはじめて600点取れるTOEICテスト勉強法』（中経出版、2012年5月）
- 『大学生のためのTOEICテスト入門』（コスモピア、2012年12月、早川幸治らとの共著）
  - 『安河内の <英検 2 級> 集中講座 実況放送』（ナガセ、1995年）- 絶版
  - 『英検 2 級合格パック ― 文法・語法・整序問題編（短期合格おまかせシリーズ）』（研究社出版、1998年、大原正幸との共著）- 絶版
  - 『英検準 2 級合格パック ― 文法・語法・整序問題編（短期合格おまかせシリーズ）』（研究社出版、1998年、大原正幸との共著）- 絶版
  - 『英検 3 級合格パック (短期合格おまかせシリーズ)』（研究社出版、1998年、大原正幸らとの共著）- 絶版
  - 『TOEIC テストをはじめからていねいに ― 英文法講義』（ナガセ、2001年）- 絶版
  - 『TOEIC TEST 英文法スピードマスター ― 1問30秒・驚異のスピード解法で900点をめざす』（Jリサーチ出版、2001年）- 絶版
  - 『TOEIC TEST英文法問題集集中攻略―ひと目でわかる頻出パターン730点をめざす!』（Jリサーチ出版、2002年）- 絶版
  - 『TOEIC TEST リスニングをはじめからていねいに』（ナガセ、2003年）- 絶版
  - 『TOEIC テスト part 4 攻略法』（ナガセ、2003年）- 絶版
  - 『TOEIC TEST 英文法・語法問題集』（Jリサーチ出版、2004年、魚水憲との共著）- 絶版

### 英語勉強法／自己啓発本
- 『できる人の勉強法』（中経出版、2006年）
- 『できる人の英語勉強法』（中経出版、2007年12月）
- 『できる人の超速★勉強法 (中経の文庫)』（中経出版、2008年9月）
- 『英語は音読で伸ばせ！ 子どもを英語好きに変える、中学からの勉強法』（ピアソン桐原、2010年12月）
- 『何のために勉強するのか (ロング新書)』（ロングセラーズ、2011年3月）- 吉野敬介との共著
- 『勉強ができる子どもの家庭は何をしているか？ (中経の文庫)』（中経出版、2011年6月）
- 『9割は伸ばせる できる人の教え方 (中経の文庫)』（中経出版、2011年7月）
- 『350万人が学んだ人気講師の 勉強の手帳 (手帳ブック006)』（あさ出版、2011年7月）
- 『「結果を出し続ける人」の35の小さなコツ』（祥伝社、2011年7月）
- 『英語は「体」で勉強しなさい！ (中経の文庫)』（中経出版、2011年10月）
- 『1日30分で、英語が話せる!「4つの習慣」勉強法』（フォレスト出版、2012年5月）
- 『CD付 350万人が学んだ人気講師の勉強の手帳 英語編 (手帳ブック)』（あさ出版、2012年7月）
  - 『それでいいのか？大学生！（Nagase books）』（ナガセ、2000年）- 絶版
  - 『おとなのやりなおし英語学習法 ― これで TOEIC Test 990点!!』（学習研究社、2001年）- 絶版

## 出演

### テレビ
- ワラッタメ天国（2012年11月5日・11月12日・12月29日、フジテレビ） - 予備校講師枠でパネリストとして出演。
- 森田一義アワー 笑っていいとも!（2013年4月26日 - 6月14日、フジテレビ） - 金曜日の日替わりコーナー「脳をくすぐる英語禁止カラオケ 脳カラ」に審査員として出演。
- ネプリーグ（2013年5月6日・5月20日 - 6月17日、フジテレビ） - 林修先生率いる東進軍として出演。
- SMAP×SMAP（2013年6月10日、フジテレビ） - 林修先生率いる東進ハイスクール講師陣としてBISTRO SMAPに出演。
- 中居正広の金曜日のスマたちへ（2013年6月14日、TBS）
- 乃木坂46えいご（2015年6月28日 - 2021年1月31日、TBSチャンネル1）

### CM
- 東進ハイスクール・東進衛星予備校
- サントリー「集中リゲイン」
- 日清食品「日清焼そばU.F.O.油そば」（2019年）

### 新聞
- MAINICHI WEEKLY（毎日新聞社）- 毎号コラムを連載。